# Середній Андаман

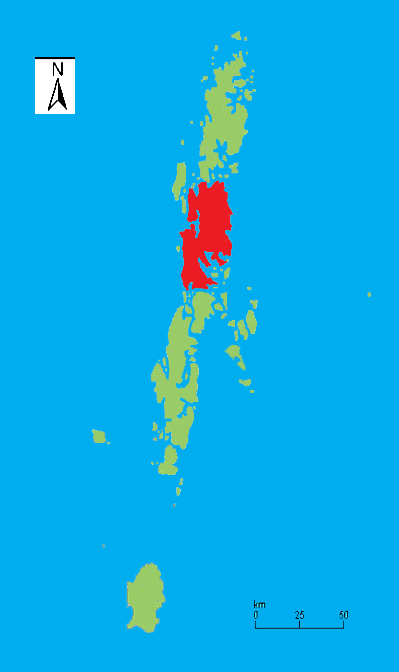
Середній Андаман

Сере́дній Андама́н (англ. Middle Andaman Island), або Сере́дньо-Андама́нський о́стрів — острів у складі Андаманських островів. Розташований у центрі острівної групи Великий Андаман, між Бенгалською затокою і Андаманським морем. Належить до району Північний і Середній Андаман, складової індійської союзної території Андаманські і Нікобарські острови. Площа — 1523 км2; довжина — 70 км, ширина — 28 км. Протяжність берегової лінії — 272 км. Найвища точка — 512 м. (гора Діаволо). Населення — 55632 особи (2011); густота населення — 36,5 осіб / км2. Батьківщина мисливців-збирачів джаравів. Основні мови — гінді, андаманські мови, джаравська. Постраждав від землетрусу в Індійському океані 2004 року.